# Lianhua Fengxiang
Lianhua Fengxiang (chiń. 蓮華峰祥 pinyin Liánhuā Fēngxiáng; kor. 련화봉상 Lyŏnhwa Pongsang; jap. Renge Hōshō; wiet. Liên Hoa Phông Tường) – chiński mistrz chan ze szkoły yunmen. Znany także jako „Pustelnik ze Szczyty Kwiatu Lotosu”.

## Życiorys
Był uczniem mistrza chan Fengxiana Daoshena (znanego także jako Congshen). Żył na Lianhua (szczyt Kwiatu Lotosu) w pobliżu słynnej góry Tiantai w prowincji Zhejiang.
Gdy Lianhua czuł zbliżającą się śmierć, podniósł swój kij i spytał zgromadzenie: „Kiedy starożytni osiągali to, dlaczego nie byli zgodni, aby tu pozostać?”
Mnisi milczeli.
Lianhua powiedział: „Ponieważ na tej ścieżce nie osiągali siły”.
Następnie Lianhua powiedział: „Ostatecznie, co to jest?”
Położył wtedy kij na swym ramieniu i powiedział: „Po prostu połóżcie swój kij na waszym ramieniu i nie zwracajcie uwagi na ludzi. Wejdźcie bezpośrednio na tysiąc, dziesięć tysięcy szczytów.”
Kiedy skończył mówić te słowa, zmarł.

## Linia przekazu Dharmy zen
Pierwsza liczba oznacza liczbę pokoleń mistrzów od 1 Patriarchy indyjskiego Mahakaśjapy.
Druga liczba oznacza liczbę pokoleń od 28/1 Bodhidharmy, 28 Patriarchy Indii i 1 Patriarchy Chin.
- 39/12. Xuefeng Yicun (822–908)

- 40/13. Furong Lingxun (bd)
- 40/13. Jingqing Daofu (863–937) (także Shunde)
- 40/13. Cuiyan Yongming (bd)
- 40/13. Baofu Congzhan (zm. 928)

- 41/14. Zhaoqing Wendeng (884–972)
- 41/14. Baoci Wenqin (bd)
- 41/14. Yanshou Huilun (bd)

- 42/15. Guizong Daoquan (bd)

- 40/13. Xuansha Shibei (835–908)

- 41/14. Luohan Guichen (867–928)

- 42/15. Longji Shaoxiu (bd)
- 42/15. Tianbing Congyi (bd)
- 42/15. Qingqi Hongjin (bd)
- 42/15. Fayan Wenyi (885–958) szkoła fayan

- 40/13. Yunmen Wenyan (862–949) szkoła yunmen

- 41/14. Shuangquan Shikuang (bd)

- 42/15. Fuchang Weishan (bd)

- 41/14. Fengxian Daoshen (bd) (Congshen?)

- 42/15. Lianhua Fengxiang (bd)
- 42/15. Xiang Anzhu (bd)

- 41/14. Baling Haojian (bd)

- 42/15. Cheng Sansheng (bd)

- 41/14. Dongshan Shouchu (910-990)

- 42/15. Nanyue* Liangya (bd) *Fuyuan

- 43/16. Chenggu Jianfu (zm. 1045)

- 41/14. Deshan Yuanmi (bd)

- 42/15. Wenshu Yingzhen (bd)
- 42/15. Bu’an Dao (bd)

43/16. Dongshan Xiaocong?
44/17. Fori Qisong (1007–1072)
- 41/14. Xianglin Chengyuan (908–987)